# Liste der Biografien/Hoffl
Liste der Biografien |
Portal Biografien |
Personensuche
# |
A |
B |
C |
D |
E |
F |
G |
H |
I |
J |
K |
L |
M |
N |
O |
P |
Q |
R |
S |
T |
U |
V |
W |
X |
Y |
Z |
?
 
Ha |
Hd |
He |
Hi |
Hj |
Hk |
Hl |
Hm |
Hn |
Ho |
Hr |
Hs |
Ht |
Hu |
Hv |
Hw |
Hy
 
Hoa |
Hob |
Hoc |
Hod |
Hoe |
Hof |
Hog–Hok |
Hol |
Hom |
Hon |
Hoo |
Hop |
Hoq |
Hor |
Hos |
Hot |
Hou |
Hov |
How |
Hox |
Hoy |
Hoz
 
Hofa |
Hofb |
Hofd |
Hofe |
Hoff |
Hofg |
Hofh |
Hofi |
Hofk |
Hofl |
Hofm |
Hofn |
Hofp |
Hofr |
Hofs |
Hoft |
Hofv |
Hofw |
Hofz
 
Hoffa |
Hoffb |
Hoffd |
Hoffe |
Hoffg |
Hoffh |
Hoffi |
Hoffj |
Hoffk |
Hoffl |
Hoffm |
Hoffn |
Hoffo |
Hoffr |
Hoffs
Die Liste der Biografien führt alle Personen auf, die in der deutschsprachigen Wikipedia einen Artikel haben. Dieses ist eine Teilliste mit 16 Einträgen von Personen, deren Namen mit den Buchstaben „Hoffl“ beginnt.

## Hoffl
- Höffl, Karl (1932–2013), deutscher Maschinenbauingenieur

### Hoffle
- Hoffleit, Dorrit (1907–2007), US-amerikanische Astronomin
- Hoffleit, Renate (* 1950), deutsche Bildhauerin und Künstlerin
- Höffler, Christine (1827–1878), deutsche Porträt- und Historienmalerin sowie Ordensschwester der Gesellschaft vom Heiligen Herzen Jesu (Sacré-Cœur)
- Höffler, Conrad (1647–1696), deutscher Komponist und Gambist
- Höffler, Dietrich (1934–2020), deutscher Mediziner und Hochschullehrer
- Höffler, Fritz, deutscher Fußballspieler
- Höffler, Heinrich Friedrich (1793–1844), deutscher Maler
- Höffler, Josef (1879–1915), deutscher Bildhauer
- Höffler, Katrin (* 1977), deutsche Juristin, Kriminologin und Hochschullehrerin

### Hoffli
- Höfflin, Albert (1925–2024), deutscher Politiker (CDU), MdL
- Höfflin, Carmen (* 1985), deutsche FußballspielerinCarmen Höfflin (* 1985)

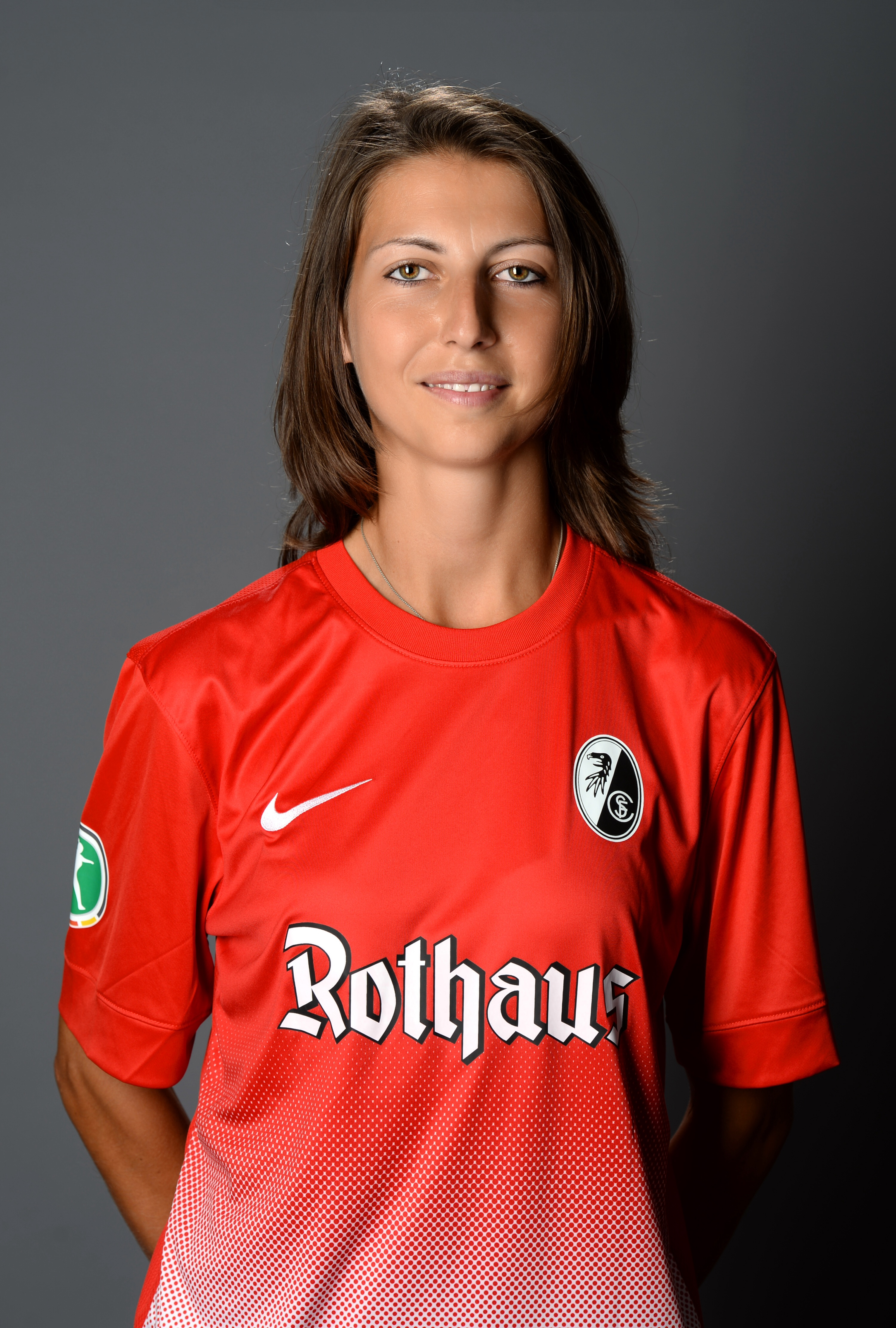
Carmen Höfflin (* 1985)

- Höfflin, Georges (1920–1944), Schweizer Handballspieler
- Höfflin, Mirko (* 1992), deutscher Eishockeyspieler
- Höfflin, Sarah (* 1991), Schweizer Freestyle-Skisportlerin
- Höfflinger, Heinrich (1882–1963), österreichischer Offizier, Banker, Genealoge und Publizist